# Lepraria dibenzofuranica
Lepraria dibenzofuranica är en lavart som beskrevs av Elix. Lepraria dibenzofuranica ingår i släktet Lepraria och familjen Stereocaulaceae.   Inga underarter finns listade i Catalogue of Life.